# Coupe des nations masculine de hockey sur gazon 2023-2024
Navigation
Potchefstroom 2022 Coupe des nations 2024-2025
La Coupe des nations masculine de hockey sur gazon 2023-2024 sera la 2e édition de la Coupe des nations masculine de hockey sur gazon, le tournoi annuel de qualification pour la Ligue professionnelle masculine de hockey sur gazon organisé par la Fédération internationale de hockey. Le tournoi se déroulera du 31 mai au 9 juin 2024 à Gniezno, en Pologne.

## Participants
À la suite de sa dernière place à la Ligue professionnelle 2022-2023, la Nouvelle-Zélande participera à cette saison à la place de l'Irlande. L'Irlande en tant que finaliste de l'édition dernière est promue à la Ligue professionnelle 2023-2024 à la place de l'Afrique du Sud en tant que vainqueur de l'édition 2022,.
- Autriche
- Canada
- France
- Corée du Sud
- Malaisie
- Nouvelle-Zélande
- Pakistan
- Pologne
- Afrique du Sud

## Critères
En cas d'égalité de points de plusieurs équipes à l'issue des matchs de poule, les critères suivants sont appliqués dans l'ordre indiqué pour établir leur classement:
1. Points de chaque équipe,
2. Matchs gagnés,
3. Différence de buts,
4. Buts pour,
5. Plus grand nombre de points obtenus dans les matchs de poule disputés entre les équipes concernées,
6. Buts marqués en plein jeu.

## Phase préliminaire
Légende :
- Demi-finales
- Matchs de classement

### Poule A
| Rang | Équipe             | Pts | J | G | N | P | Bp | Bc | Diff |
| ---- | ------------------ | --- | - | - | - | - | -- | -- | ---- |
| 1    | Nouvelle-Zélande R | 12  | 4 | 4 | 0 | 0 | 13 | 5  | +8   |
| 2    | Afrique du Sud T   | 6   | 4 | 2 | 0 | 2 | 8  | 7  | +1   |
| 3    | Autriche           | 6   | 4 | 2 | 0 | 2 | 7  | 12 | -5   |
| 4    | Corée du Sud       | 3   | 4 | 1 | 0 | 3 | 7  | 8  | -1   |
| 5    | Pologne H          | 3   | 4 | 1 | 0 | 3 | 5  | 8  | -3   |

| 31 mai 2024   | Afrique du Sud   | 3 - 4 | Autriche         |
| 31 mai 2024   | Nouvelle-Zélande | 4 - 2 | Pologne          |
| 1er juin 2024 | Nouvelle-Zélande | 3 - 0 | Autriche         |
| 1er juin 2024 | Corée du Sud     | 0 - 1 | Pologne          |
| 3 juin 2024   | Corée du Sud     | 5 - 1 | Autriche         |
| 3 juin 2024   | Afrique du Sud   | 1 - 2 | Nouvelle-Zélande |
| 4 juin 2024   | Nouvelle-Zélande | 4 - 2 | Corée du Sud     |
| 4 juin 2024   | Pologne          | 1 - 2 | Afrique du Sud   |
| 6 juin 2024   | Afrique du Sud   | 2 - 0 | Corée du Sud     |
| 6 juin 2024   | Autriche         | 2 - 1 | Pologne          |

### Poule B
| Rang | Équipe   | Pts | J | G | N | P | Bp | Bc | Diff |
| ---- | -------- | --- | - | - | - | - | -- | -- | ---- |
| 1    | France   | 9   | 3 | 3 | 0 | 0 | 13 | 6  | +7   |
| 2    | Pakistan | 4   | 3 | 1 | 1 | 1 | 17 | 11 | +6   |
| 3    | Malaisie | 4   | 3 | 1 | 1 | 1 | 9  | 9  | 0    |
| 4    | Canada   | 0   | 3 | 0 | 0 | 3 | 3  | 16 | -13  |

| 31 mai 2024 | Malaisie | 4 - 4 | Pakistan |
| 31 mai 2024 | France   | 4 - 0 | Canada   |
| 3 juin 2024 | Pakistan | 8 - 1 | Canada   |
| 3 juin 2024 | France   | 3 - 1 | Malaisie |
| 5 juin 2024 | Malaisie | 4 - 2 | Canada   |
| 5 juin 2024 | Pakistan | 5 - 6 | France   |

## Tour de classement

### Tableau de classement
|  | Demi-finales pour la 5e place | Demi-finales pour la 5e place | Demi-finales pour la 5e place | Demi-finales pour la 5e place |                        |        | Match pour la 5e place | Match pour la 5e place | Match pour la 5e place | Match pour la 5e place |
|  |                               |                               |                               |                               |                        |        |                        |                        |                        |                        |
|  | 8 juin 2024                   | 8 juin 2024                   | 8 juin 2024                   | 8 juin 2024                   |                        |        | 9 juin 2024            | 9 juin 2024            | 9 juin 2024            | 9 juin 2024            |
|  | A3                            | Autriche                      | 1 (1)                         | 1 (1)                         |                        |        | 9 juin 2024            | 9 juin 2024            | 9 juin 2024            | 9 juin 2024            |
|  | A3                            | Autriche                      | 1 (1)                         | 1 (1)                         |                        |        | 9 juin 2024            | 9 juin 2024            | 9 juin 2024            | 9 juin 2024            |
|  | B4                            | Canada                        | 1 (3)tab                      | 1 (3)tab                      |                        |        | 9 juin 2024            | 9 juin 2024            | 9 juin 2024            | 9 juin 2024            |
|  | B4                            | Canada                        | 1 (3)tab                      | 1 (3)tab                      | B4                     | Canada | 2                      | 2                      |                        |                        |
|  | 8 juin 2024                   |                               |                               |                               | B4                     | Canada | 2                      | 2                      |                        |                        |
|  |                               |                               | A4                            | Corée du Sud                  | 1                      | 1      |                        |                        |                        |                        |
|  | B3                            | Malaisie                      | A4                            | Corée du Sud                  | 1                      | 1      | 3                      | 3                      |                        |                        |
|  | B3                            | Malaisie                      |                               |                               |                        |        |                        | 3                      |                        |                        |
|  | A4                            | Corée du Sud                  | 4                             | 4                             |                        |        |                        |                        |                        |                        |
|  | A4                            | Corée du Sud                  | 4                             | 4                             | Match pour la 7e place |        |                        |                        |                        |                        |
|  |                               |                               |                               |                               |                        |        |                        |                        |                        |                        |
|  | 9 juin 2024                   |                               |                               |                               |                        |        |                        |                        |                        |                        |
|  | A3                            | Autriche                      | 4                             | 4                             |                        |        |                        |                        |                        |                        |
|  | A3                            | Autriche                      | 4                             | 4                             |                        |        |                        |                        |                        |                        |
|  | B3                            | Malaisie                      | 5                             | 5                             |                        |        |                        |                        |                        |                        |
|  | B3                            | Malaisie                      | 5                             | 5                             |                        |        |                        |                        |                        |                        |

### Match pour la7eplace
| Match 21          | Malaisie                                    | 5 - 4   | Autriche                                   |                                                                          |                                                                          |
| 9 juin 2024 10h30 | Azrai 2e · Faizal 18e, 32e, 33e · Fitri 23e | (3 - 1) | 21e Losonci · 34e, 51e Scholz · 49e Kucera | Arbitrage : Munashe Mashoko Titus Ngolia Arbitre vidéo : Benjamin Peters | Arbitrage : Munashe Mashoko Titus Ngolia Arbitre vidéo : Benjamin Peters |
| 9 juin 2024 10h30 | Rapport                                     |         |                                            | Arbitrage : Munashe Mashoko Titus Ngolia Arbitre vidéo : Benjamin Peters | Arbitrage : Munashe Mashoko Titus Ngolia Arbitre vidéo : Benjamin Peters |

### Match pour la5eplace
| Match 22          | Corée du Sud  | 1 - 2   | Canada                   |                                                                         |                                                                         |
| 9 juin 2024 13h00 | Park C.E. 52e | (0 - 2) | 5e Nicholson · 7e Harris | Arbitrage : Erik Etsebeth Haroon Rashid Arbitre vidéo : Harry Collinson | Arbitrage : Erik Etsebeth Haroon Rashid Arbitre vidéo : Harry Collinson |
| 9 juin 2024 13h00 | Rapport       |         |                          | Arbitrage : Erik Etsebeth Haroon Rashid Arbitre vidéo : Harry Collinson | Arbitrage : Erik Etsebeth Haroon Rashid Arbitre vidéo : Harry Collinson |

## Tour pour les médailles

### Tableau final
|  | Demi-finales | Demi-finales     | Demi-finales | Demi-finales |                               |                  | Finale      | Finale      | Finale      | Finale      |
|  |              |                  |              |              |                               |                  |             |             |             |             |
|  | 8 juin 2024  | 8 juin 2024      | 8 juin 2024  | 8 juin 2024  |                               |                  | 9 juin 2024 | 9 juin 2024 | 9 juin 2024 | 9 juin 2024 |
|  | A1           | Nouvelle-Zélande | 2            | 2            |                               |                  | 9 juin 2024 | 9 juin 2024 | 9 juin 2024 | 9 juin 2024 |
|  | A1           | Nouvelle-Zélande | 2            | 2            |                               |                  | 9 juin 2024 | 9 juin 2024 | 9 juin 2024 | 9 juin 2024 |
|  | B2           | Pakistan         | 1            | 1            |                               |                  | 9 juin 2024 | 9 juin 2024 | 9 juin 2024 | 9 juin 2024 |
|  | B2           | Pakistan         | 1            | 1            | A1                            | Nouvelle-Zélande | 1 (4)tab    | 1 (4)tab    |             |             |
|  | 8 juin 2024  |                  |              |              | A1                            | Nouvelle-Zélande | 1 (4)tab    | 1 (4)tab    |             |             |
|  |              |                  | B1           | France       | 1 (3)                         | 1 (3)            |             |             |             |             |
|  | B1           | France           | B1           | France       | 1 (3)                         | 1 (3)            | 2           | 2           |             |             |
|  | B1           | France           |              |              |                               |                  |             | 2           |             |             |
|  | A2           | Afrique du Sud   | 1            | 1            |                               |                  |             |             |             |             |
|  | A2           | Afrique du Sud   | 1            | 1            | Match pour la troisième place |                  |             |             |             |             |
|  |              |                  |              |              |                               |                  |             |             |             |             |
|  | 9 juin 2024  |                  |              |              |                               |                  |             |             |             |             |
|  | B2           | Pakistan         | 3            | 3            |                               |                  |             |             |             |             |
|  | B2           | Pakistan         | 3            | 3            |                               |                  |             |             |             |             |
|  | A2           | Afrique du Sud   | 4            | 4            |                               |                  |             |             |             |             |
|  | A2           | Afrique du Sud   | 4            | 4            |                               |                  |             |             |             |             |

### Match pour la3eplace
| Match 23          | Afrique du Sud                               | 4 - 3   | Pakistan                             |                                                                         |                                                                         |
| 9 juin 2024 15h30 | Mvimbi 20e · M. Cassiem 34e, 58e · Horne 51e | (1 - 1) | 28e Abu · 35e Rehman II · 59e Hannan | Arbitrage : Paul van den Assum Tim Bond Arbitre vidéo : Benjamin Peters | Arbitrage : Paul van den Assum Tim Bond Arbitre vidéo : Benjamin Peters |
| 9 juin 2024 15h30 | Rapport                                      |         |                                      | Arbitrage : Paul van den Assum Tim Bond Arbitre vidéo : Benjamin Peters | Arbitrage : Paul van den Assum Tim Bond Arbitre vidéo : Benjamin Peters |

### Finale
| Match 24          | Nouvelle-Zélande                              | 1 - 1             | France                                                  |                                                                             |                                                                             |
| 9 juin 2024 18h00 | Elmes 53e                                     | (0 - 0)           | 57e Charlet                                             | Arbitrage : Michael Dutrieux Federico Silva Arbitre vidéo : Harry Collinson | Arbitrage : Michael Dutrieux Federico Silva Arbitre vidéo : Harry Collinson |
| 9 juin 2024 18h00 | Rapport                                       |                   |                                                         | Arbitrage : Michael Dutrieux Federico Silva Arbitre vidéo : Harry Collinson | Arbitrage : Michael Dutrieux Federico Silva Arbitre vidéo : Harry Collinson |
| 9 juin 2024 18h00 | Findlay · Boyde · Woods · Houlbrooke · Inglis | Tirs au but 4 - 3 | Montecot · Delemazure · Clément · Baumgarten · Lockwood | Arbitrage : Michael Dutrieux Federico Silva Arbitre vidéo : Harry Collinson | Arbitrage : Michael Dutrieux Federico Silva Arbitre vidéo : Harry Collinson |

## Classement final
| Rang               | Groupe | Équipe             | J | V | N | P | BP | BC | Diff | Pts | Classement mondial FIH | Classement mondial FIH | Classement mondial FIH |
| Rang               | Groupe | Équipe             | J | V | N | P | BP | BC | Diff | Pts | Avant                  | Après                  | +/-                    |
| ------------------ | ------ | ------------------ | - | - | - | - | -- | -- | ---- | --- | ---------------------- | ---------------------- | ---------------------- |
| Médaille d'or      | A      | Nouvelle-Zélande R | 6 | 5 | 1 | 0 | 16 | 7  | +9   | 16  | 10                     | 10                     | 0                      |
| Médaille d'argent  | B      | France             | 5 | 4 | 1 | 0 | 16 | 8  | +8   | 13  | 9                      | 9                      | 0                      |
| Médaille de bronze | A      | Afrique du Sud T   | 6 | 3 | 0 | 3 | 13 | 12 | +1   | 9   | 14                     | 13                     | +1                     |
| 4                  | B      | Pakistan           | 5 | 1 | 1 | 3 | 21 | 17 | +4   | 4   | 16                     | 16                     | 0                      |
| 5                  | B      | Canada             | 5 | 1 | 1 | 3 | 6  | 18 | -12  | 4   | 20                     | 20                     | 0                      |
| 6                  | A      | Corée du Sud       | 6 | 2 | 0 | 4 | 12 | 13 | -1   | 6   | 12                     | 14                     | -2                     |
| 7                  | B      | Malaisie           | 5 | 2 | 1 | 2 | 17 | 17 | 0    | 7   | 13                     | 12                     | +1                     |
| 8                  | A      | Autriche           | 6 | 2 | 1 | 3 | 12 | 18 | -6   | 7   | 19                     | 19                     | 0                      |
| 9                  | A      | Pologne H          | 4 | 1 | 0 | 3 | 5  | 8  | -3   | 3   | 28                     | 28                     | 0                      |

|  | Nation promue pour la Ligue professionnelle 2024-2025 |